# 丸輪零
丸輪 零（まるわ れい）は、押井守による作品に登場する架空の人物名。
押井が監督を担当した映画や執筆を担当した小説などの作品に時折登場するこの名前は、かつて彼が『タイムボカンシリーズ』や『赤い光弾ジリオン』などタツノコプロ作品の絵コンテをアルバイトで担当していた頃に用いていたペンネームでもあり、自ら作詞した劇中歌の作詞名義としても使われた。
名前の由来は、押井守を伏せ字にした「○○○」を「○（丸）○（輪）○（零）」と置き換えたことによる。

## 登場作品（五十音順）
『西武新宿戦線異状なし DRAGON RETRIEVER』
押井原作の漫画。主人公の名前。
『立喰師列伝』
小説。作中、丸輪零名義の架空の著書からの引用が多数登場する。
『トーキング・ヘッド』
実写映画。失踪した映画監督の名前。
『THE NEXT GENERATION -パトレイバー- エピソード5 大怪獣現わる 前編』
実写映画。挿入歌『夢見る人（作中では『Beautiful Dreamer』と表記）』の訳詞家としてクレジットされている。
上記のほか、小説『獣たちの夜 BLOOD THE LAST VAMPIRE』の主人公「三輪零」は、『西武新宿戦線異状なし』の丸輪零と同じく革命思想を持つ高校生で性格や喋り方も酷似しており、ほぼ同一の人物である。